# 安定信号場
安定信号場（アンジョンしんごうじょう）は、かつて大韓民国慶尚北道栄州市に存在した、韓国鉄道公社中央線の駅である。

## 歴史
- 1942年4月1日：安定駅として開業。
- 1983年2月1日：旅客取扱中止、安定信号場となる。
- 2020年12月13日：複線電化新線への切り替えに伴い廃止。

## 隣の駅
韓国鉄道公社
中央線
豊基駅 - 安定信号場 - 栄州駅